# Affaire des viols collectifs d'Halifax
L'affaire des viols collectifs d'Halifax est une affaire d'abus sexuels commis par un groupe de 15 hommes d'origine pakistanaise sur deux jeunes filles mineures dans la ville anglaise d'Halifax et dans la ville de Bradford, dans l'ouest du Yorkshire. En 2016, ils ont été reconnus coupables de viol et autres formes d'abus sexuels dans plusieurs procès distincts à la cour de Leeds. Au total, jusqu'à cent hommes ont été impliqués dans les abus sexuels. Vingt-cinq suspects ont été accusés par la police du West Yorkshire et le Service des poursuites de la Couronne et 15 de ces personnes ont été reconnues coupables. Vingt nouvelles condamnations sont prononcées en 2024.

## Contexte
Depuis le début des années 1980 au début des années 2010, dans des villes d'Angleterre, plus de 4 000 enfants ont été abusés sexuellement, parfois torturés, parfois prostitués, par des bandes criminelles organisées ou des groupes informels d'hommes,. En 2011, une première série d'agressions sexuelles est rendue publique par la presse. Des enquêtes, conduites par des associations caritatives, puis le gouvernement britannique, ont permis d'éclaircir les faits, soulignant notamment l'incurie des services sociaux et de la police locale, et de prendre des mesures appropriées pour assurer la protection des enfants,. Dans certains cas, l'exploitation de mineurs durait depuis plus de 15 ans. L'appartenance ethnique et les origines culturelles des victimes, et, surtout, celles des criminels majoritairement d'origine Pakistanaise, ont focalisé l'attention des médias et de l'opinion publique dans tout le pays,,.

## Crimes
La victime principale a été piégée avec des cadeaux et des manifestations apparentes d'affection avant d'être forcée à subir des abus sexuels. L'accusation a déclaré que la jeune fille, âgée de 13 ans quand les agressions ont commencé, était issue d'un milieu familial troublé et était « seule [et] en besoin d'affection ». Le gang a exploité son désir d'amitié et d'amour, lui a délibérément donné de l'alcool et des drogues pour la rendre dépendante et mieux la contrôler. Dans les entretiens avec la police, elle a décrit avoir été violée et maltraitée dans de nombreux endroits, y compris des résidences privées à Halifax, Bradford et Manchester, et des hôtels à Bradford, à Leeds et à Londres.
La victime principale pense avoir été violée par au moins une centaine d'hommes, souvent plus d'une fois par jour et une fois par dix-neuf hommes en une seule fois. En raison des abus, elle a été infectée par la gonorrhée et a subi des dommages psychologiques permanents. Même si elle connaissait beaucoup d'hommes seulement par leurs surnoms, la police a pu les identifier en utilisant des vidéos de surveillance des hôtels où elle a été maltraitée et en analysant l'ADN masculin dans les taches trouvées sur ses vêtements.

## Juge
Le juge Geoffrey Marson a critiqué sévèrement les coupables pour avoir commis des abus contre une fille manifestement vulnérable. Il les a condamnés pour ne pas avoir montré « le moindre remords » pour leurs crimes et pour la manière dont ils avaient infligé souffrances, humiliations et dégradations à une victime qu'ils avaient délibérément rendue dépendante à l'alcool et la drogue. Selon le juge, ils avaient infligé des dommages psychologiques permanents à la jeune fille, agissant sans souci ni empathie avec pour seul intérêt leur propre satisfaction sexuelle.

## Condamnations
Quinze hommes âgés de 25 à 43 ans ont été reconnus coupables de divers chefs d'accusation (viol, traite et exploitation sexuelle, fourniture de médicaments de classe B), et condamnés à des peines d'emprisonnement allant de 6 à 25 ans.

## Nouvelles condamnations de 2024
En novembre 2024, vingt hommes sont condamnés pour des faits similaires « ayant eu lieu dans le district de Calderdale » (dont le chef-lieu est Halifax). Ces condamnations sont la suite d'une enquête commencée en 2016, à la suite du premier procès.

## Articles Connexes
- Abus sexuel sur mineur au Royaume-Uni